# Ківі окаритський
Ківі окаритський (Apteryx rowi) — вид нелітаючих птахів родини ківієвих (Apterygidae).

## Поширення
Ендемік Нової Зеландії. На момент відкриття виду у 2003 році, Apteryx rowi був поширений лише у лісі вздовж південної частини озера Окарито на західному узбережжі Південного острова. З 2010 року діє програма розмноження виду, Apteryx rowi заселений на дрібні острови у протоці Кука: Блюмайн, Мотуара, Мана. Станом на 2016 рік чисельність виду становила 400-450 особин.

## Опис
Вид морфологічно та екологічно схожий на ківі бурого (Apteryx australis), до якого і відносили раніше популяцію ківі з лісу Окаріто. Вид описаний на основі генетичних досліджень.